# Идиом
Идиом је фраза која се састоји из више речи и чије се групно значење разликује од значења појединачних речи у њему. Идиоми се због тога не могу буквално преводити на друге језике и са њих.